# バラード 未解決事件捜査班
『バラード 未解決事件捜査班』（バラード みかいけつじけんそうさはん）は、マイケル・アライモとケンドール・シャーウッドが企画したアメリカのポリスプロシーデュラルのテレビドラマシリーズ。『BOSCH/ボッシュ』（2014-2021）および『ボッシュ: 受け継がれるもの』（2022−2025）のスピンオフとなるこのシリーズは、2025年7月9日にAmazon Prime Videoで公開された。この作品では、2017年から出版され、『ハリー・ボッシュ・シリーズ』と同じ文学世界を舞台にしたマイクル・コナリーの小説「レネイ・バラード」シリーズに基づいたキャラクターであるLAPDの刑事レネイ・バラードをマギー・Qが演じている。

## 設定
ロサンゼルスを舞台にした『バラード』は、ロサンゼルス市警察強盗殺人課に新設された未解決事件担当班（コールド・ケース・ユニット）の指揮官に就任したレネイ・バラード刑事の姿を描いている。主にボランティアで構成され、十分なリソースのないこの班は、数十年前の殺人事件の解決を任務としている。バラードは長らく休眠状態にあった捜査を再開し、警察署の奥深くまで浸透する腐敗と隠蔽の網を暴き出す。このシリーズでは謎めいた陰謀を縦糸に、エピソードごとの未解決事件ミステリーを横糸として構成されている。

## 登場人物と配役

### メイン
- レネイ・バラード刑事
  - 演：マギー・Q（皆川純子）
  - 未解決事件担当班を率いる職務熱心なLAPDの刑事[3][4]。
- ザミラ・パーカー
  - 演：コートニー・テイラー（英語版）（菊永あかり）
  - バラードによって未解決事件担当班に採用された元LAPD警察官で、前職では軽視されていたと感じていたことから、真実を明らかにしたいという強い衝動に突き動かされている[5]。
- テッド・ロウルズ
  - 演：マイケル・モズレー（英語版）（岡本幸輔）
  - レナイ・バラードの未解決事件捜査の監督を任された予備警官[6]。
- コリーン・ハタラス
  - 演：レベッカ・フィールド（頼経明子）
  - 熱心なボランティア[7]。
- マルティナ・カストロ
  - 演：ヴィクトリア・モロレス（英語版）（古木海帆）
  - 法学部インターン[7]。
- トゥトゥ
  - 演：エイミー・ヒル（宮沢きよこ）
  - バラードの祖母[7]。
- トーマス・ラフォン
  - 演：ジョン・キャロル・リンチ（金子由之）
  - 引退した元警察官で、かつての相棒でもあり、バラードを支えるためにコールドケース課の運営に協力するため戻ってきた人物。経験豊富な刑事であり尋問の達人でもあるラフォンは、バラードにとって安定した頼れる存在として支えとなる[8][9]。

### リカーリング
- ジェイク・パールマン市議会議員
  - 演：ノア・ビーン
  - 抜け目ないが善意のある政治家であり、妹の殺人事件を解決することを願って、未解決事件担当班を支援するために大胆な行動に出る[10]。
- アーロン
  - 演：マイケル・キャシディ（英語版）
  - ライフガードであり、ルネ・バラードの恋愛対象として、行ったり来たりを繰り返している[11][12]。
- ロバート・オリーバス刑事
  - 演：リカルド・アントニオ・チャビラ（坂詰貴之）
  - レネイ・バラードと複雑な過去を持つ、尊敬され、魅力的で、カリスマ性のある強盗殺人課刑事[10]。
- ネルソン・ヘイスティングス
  - 演：アラン・ウィ
  - 抜け目のない野心的な政治家。ジェイク・パールマンの長年の友人で、彼を支援するためならどんなことも厭わない[10]。
- バーチェム警部
  - 演：ヘクター・ユーゴー（及川いぞう）
  - バラードにチャンスを与えた強盗殺人課（RHD）警部で「警官の中の警官」。彼は正義に深く傾倒しており、チームの誠実さを非常に大切にしている[10]。
- ケン・チャステイン
  - 演：ブライアン・レッチャー
  - バラードの以前のパートナー。
- ゲイリー・パールマン
  - 演：ケヴィン・ダン
  - ジェイク・パールマンの父親。
- マニー・サントス
  - 演：コリン・マッカラ
  - マルティナと付き合い始めた警察官。
- アンソニー・ドリスコル
  - 演：ブレンダン・セクストン3世
  - サントスと関係がある元警察官。
- レオ
  - 演：ジム・ラッシュ
  - トーマス・ラフォンの恋人。
- クラウディア
  - 演：キャット・ノベラ
  - 未解決事件の不法滞在労働者に親身な美容師。

### ゲスト
- ハリー・ボッシュ
  - 演：タイタス・ウェリヴァー（広瀬彰勇）
  - 引退したLAPDの刑事で私立探偵。『ボッシュ』および『ボッシュ: 受け継がれるもの』から[13][14]。
- バレル・ジョンソン
  - 演：トロイ・エヴァンス
  - 引退したLAPDの刑事。『ボッシュ』および『ボッシュ: 受け継がれるもの』から。
- クレート・ムーア
  - 演：グレゴリー・スコット・カミンズ（英語版）
  - 引退したLAPDの刑事。『ボッシュ』および『ボッシュ: 受け継がれるもの』から。
- ジェリー・エドガー
  - 演：ジェイミー・ヘクター（英語版）（古賀明）
  - 強盗殺人課の刑事。『ボッシュ』および『ボッシュ: 受け継がれるもの』から。

## エピソード
| 通算 話数 | タイトル                               | 監督                     | 脚本                                          | 放送日       |
| --- | -------------------------------------- | ------------------------ | --------------------------------------------- | ------------ |
| 1 | "さまよえる魂" "Library of Lost Souls" | ジェット・ウィルキンソン | マイケル・アライモ & ケンドール・ハーウッド   | 2025年7月9日 |
| 夜、バラードは相棒と共に容疑者を追跡し、発砲によって容疑者を負傷させた後に確保することに成功した。翌日、相棒は、発砲に関する事情聴取の際にOIS（内部調査部門）が発した質問が、バラードを解雇しようとしていることを示唆していたと語る。その日、職場でバラードは未解決の「身元不明事件」を再検討していたが、市議ジェイク・パールマンから、妹の殺人事件の捜査が進展していないことを理由に詰問される。「身元不明事件」において、バラードは当初この事件を担当していた刑事に連絡を取り、被害者が最後に目撃されたモーテルでの揉め事をLAPDが隠蔽していたことを突き止める。バラードはその刑事であるザミラ・パーカーを自分のチームにボランティアとして招き、パーカーはチームに加わりオフィスに現れる。パーカーはチームの他のメンバー - 予備警官のテッド・ロウルズ、法学生のマルティナ・カストロ、専業主婦のコリーン・ハッタラス、退職した刑事のトーマス・ラフォン - と面会する。その後、チームは市議の妹の事件に関する新たな証拠品を受け取り、バラードはそれをDNA検査に出す。その夜、バラードは祖母のもとに戻り、前年度に起きた出来事を含む私的な問題について語る。翌日、パーカーはモーテルの再調査を行うが、有力な手がかりは得られず、この件は重大犯罪課（RHD）にも報告される。職場では、ハッタラスの突飛な言動が事件に悪影響を及ぼしかねないことが判明し、さらにパーカーからは捜査を続けたくないと告げられる。その直後、バラードは証拠品からDNAが検出されたとの報告を受け、事件の主要容疑者のDNAを入手しようと試みるも、失敗に終わる。RHDの刑事であり、バラードと過去に因縁のあるオリバスがパーカーの調査のため現れるが、バラードによって叱責される。後にバラードはパーカーをチームに正式に迎え入れようとし、自身が冷ケース課に異動となったのはオリバスからの嫌がらせを告発した結果であること、そして「身元不明事件」を引き受けたのは、オリバスが解決できなかったからだと明かし、パーカーを説得する。翌日、パーカーは再びモーテルを訪れ、清掃員が殺害されているのを発見する。その頃バラードは、市議の妹を殺した犯人が、2008年に発生した別の未解決事件 - ローラ・ウィルソン殺害事件 - の犯人でもあるという事実を知らされる。バラードがその事件の捜査記録を確認すると、それはハリー・ボッシュが捜査していた事件であることが判明する。 |                                        |                          |                                               |              |
| 2 | "干し草の山" "Haystacks"               | ジェット・ウィルキンソン | マイケル・アライモ & ケンドール・ハーウッド   | 2025年7月9日 |
| バラードは清掃員の殺人事件を捜査する中で、被害者が発砲犯が入ってきた時点ですでにその部屋にいたことを突き止め、密かに容疑者の写真を撮影する。そして彼女とパーカーは、この清掃員が「身元不明事件」についてパーカーに話したことが原因で殺された可能性があることを発見する。バラードはラフォンに被害者の身元を調べるよう指示し、ボッシュへの報告は保留するよう伝える。また、容疑者がホームレスの男性であることを突き止め、ロウルズに捜索を依頼する。そしてローラ・ウィルソンの母親に会いに行く途中で、バラードはパールマン議員に呼び止められるが、事件同士の関連性を伝える。ウィルソン殺害が2008年に起きたことから、元恋人には犯行不可能であることも判明する。バラードがローラの母親と話そうとすると、彼女はトラックに尾行される。その後、手がかりが得られなかったことから、セラピストに発砲事件のことを相談する。セラピストは、未解決事件の捜査に没頭するのは、警察に見捨てられたという心の傷を癒やす手段なのではないかと示唆する。オフィスを出た後、バラードはオリバスとその知人たちに出くわす。マルティナは、ローラと市議の妹が演劇活動を通じて知り合っていた可能性を示唆し、ラフォンは元恋人のアリバイを確認する。清掃員殺人事件の担当刑事が検死に立ち会っていなかったことを不審に思ったバラードは、ラフォンに弾丸の回収を依頼する。遺体を見たハッタラスは衝撃を受ける。ロウルズとパーカーはホームレスの聞き込みを行い、モーテルの毛布を発見し、それが容疑者の居場所の手がかりとなる。バラードは元恋人に会いに行くが、面会を拒絶される。その後、手がかりをもとに容疑者の住所を特定し、チームは容疑者を逮捕する。その夜、バラードはライフガードのアーロンと夜を共にするが、朝には姿を消し、アーロンはバラードの祖母に会うことになる。職場では、バラードが正式に清掃員殺人事件の担当に任命される。彼女は病院でパーカーと合流し、容疑者の取り調べを行うが、またしてもトラックに尾行されている。精神的に不安定な容疑者は、清掃員殺害のために金を受け取ったことをほのめかすが、銃の所在については曖昧なままである。その後、オフィスにボッシュが現れ、バラードがローラの母親に接触した件を咎めるが、DNA情報についても伝えられる。昼食時、バラードとボッシュは彼女のキャリアの行方について語り、今後のウィルソン事件の進め方について協議する。そのころ、ロウルズとパーカーは犯行に使われた銃を発見する。銃は清掃員殺害の凶器であると確認されるが、「身元不明事件」の弾丸が紛失していることが明らかになり、パーカーは事件の隠蔽があったことに気づく。一方、バラードを尾行していたトラックの男は電話で「清掃員の事件は解決済みだ」と報告し、直後にその男が警官であることが判明する。 |                                        |                          |                                               |              |
| 3 | "破られたページ" "BYOB"                | パトリック・キャディ     | ターニャ・セント・ジョン                      | 2025年7月9日 |
| バラードの祖母は、サーフボードを作ることで彼女の心を開かせようと試みるが、バラードはそれを拒み、上司の警部に会いに行く。ラフォンは、ウィルソン事件の容疑者がすでに死亡していることを伝え、アリバイの確認を試みる。バラードには新たな未解決事件が割り当てられる。それは、SNSの影響で最近注目を集めている大学の男子学生（友愛会の一員）の変死事件である。新たな事件に関心を示したハッタラスは、清掃員の遺族に心の整理をさせてあげたいという気持ちを告白する。バラードは被害者の姉に話を聞き、死亡前に口論があったこと、そして事故とは矛盾する外傷があったことを知る。一方、パーカーは「身元不明事件」での弾丸が破棄されていた事実をバラードに明かし、バラードはパーカーに警察内での権限を得るため、バッジを取り戻すよう強く求める。バラードとラフォンは被害者の友愛会仲間を調査するが、その途中でバラードは元相棒のケン・チャステインからの電話を無視し続ける。捜査を進めるうちに、友愛会が何かを隠していることが判明する。ロウルズを加えた再訪問で、遺体の近くに友愛会の秘密を記した本が落ちていたことが明らかになり、彼らはそれを回収する。その本には、友愛会のメンバーが関係を持った女子学生の評価リストが書かれており、被害者は死の直前にある女子学生の記述をしていた。また、ある1ページが破り取られていた。バラードは依然として祖母に心を開かないままであり、彼女を監視している警官はマルティナを尾行し続ける。セラピストは、バラードがいまだに深いトラウマを抱えていることを指摘する。そしてバラードは、かつてラフォンと面識のあった警官チャーリー・グラントが弾丸を処分したと突き止める。バラードとラフォンがグラントに対面すると、署名が偽造されていたことが判明し、事件の隠蔽が確定する。パーカーは父親にバッジを取り戻すべきかどうか迷っていると話す。一方、チャステインはオリバスによるハラスメントに対してバラードを擁護できなかったことを謝罪するが、バラードはこれを拒絶し、祖母はますます彼女の心の状態を案じる。被害者と関係を持っていた女子学生への聴取で、その女性は「本」の存在を知っており、被害者が自分と同じ友愛会に所属する恋人を嫌っていたことを話す。破られたページにその恋人の名前があったことを突き止めたバラードとパーカーは彼女に対面し、彼女は殺害を自白する。パーカーの父親は、かつてロドニー・キング事件後に警察を辞めようと考えたが、「監視する者を監視する」という信念でとどまったと語り、パーカーはバッジを取り戻す決意を固める。バラードはついにサーフボードの製作を始め、自身のトラウマから前に進もうとする。バーでは、彼女を追っていた警官がマルティナに接触する。 |                                        |                          |                                               |              |
| 4 | "地雷原" "Landmines"                   | パトリック・キャディ     | フリッサ・カスティーリョ                      | 2025年7月9日 |
| バラードは、事件の隠蔽に関する事実について、さらなる証拠が得られるまで秘密にするようパーカーとラフォンに命じる。そして彼女とラフォンは、ローラ・ウィルソン殺害事件の容疑者のアリバイを追跡する。その過程で、実際に容疑者と一緒にいたのは、自身の性的指向を明かすことを恐れていた俳優であることが明らかになり、さらに犯人の車両に関する新たな情報がもたらされる。一方、ハッタラスは清掃員の遺族を探し続けており、マルティナは「身元不明事件」で使われた弾丸の再現図を作成する。パーカーは、バッジを取り戻したことをまだ母親に話していないと明かす。ハッタラスは、手に入った車両情報がラスベガスで発生した殺人事件と関係していることを突き止める。また、弾丸は現在服役中のギャングの一員と関連付けられる。ラフォンは、チャステインが最近交通事故で亡くなったことをバラードに知らせる。バラードはサーフボードの製作を続けるなか、アーロンに慰められる。ギャングメンバーとの会話により、バラードとパーカーは「身元不明者」がルイス・イバラというカルテルに関与していたコヨーテ（不法越境の案内人）であったことを知る。バラードはチャステインの葬儀に出席しないことを考えるが、ロウルズはハッタラスの捜索を手伝うと申し出る。バラードはチャステインとの過去を思い返しながら、容疑者が発見されたとの報を受け、ロウルズと共に逮捕に成功する。一方、バラードを監視している警官はマルティナの調査を続けており、ヘイスティングスはロウルズに対し、バラードが事件を台無しにしそうな場合は報告するよう求める。だがバラードは、逮捕した容疑者が真犯人ではないとラフォンに告げる。バラードはイバラの家族を自分たちで探そうと提案するが、他のメンバーたちからチャステインの葬儀には出席すべきだと諭され、心を乱される。翌日、葬儀に参列したバラードはオリバスに接近されるが、ラフォンとパーカーに支えられる。バレルによる追悼の辞の後、チャステインの未亡人が彼女に近づき、チャステインが自らの過ちに気づき、支えなかったことを悔やんでいたと告げる。そのころ、ハッタラスは清掃員の遺族がウクライナでの戦争により死亡していたことを突き止める。以前バラードたちにイバラの情報を提供したギャングは、釈放と引き換えにさらなる情報を提供すると申し出、カルテルと手を組んでいる警官のグループが存在し、そのうちの1人が彼に銃を渡したと証言する。この情報をもとに調査を進めたラフォンは、容疑のある警官6人を特定し、その中には過剰な暴力で免職されたアンソニー・ドリスコルも含まれていた。そしてギャングは、ドリスコルこそが銃を渡した人物であると認める。バラードはパーカーに、かつてオリバスからパーティーで性的暴行を受けたこと、そしてチャステインがその主張を支持してくれなかったことを初めて打ち明ける。一方、ドリスコルはバーでマルティナと交際している警官と会い、彼女について何かを問いかける。 |                                        |                          |                                               |              |
| 5 | "暗躍" "What's Done in the Dark"       | トリ・ギャレット         | ブライアン・ニコール                          | 2025年7月9日 |
| バラードはアーロンと夕食を共にするが、事件のことで頭がいっぱいで集中できない。一方、ドリスコルはマルティナと一緒にいる共犯者へ電話をかけ、ギャングの一団に銃を届けた後、捕らえた密告者を侮辱し、警察車両でその場を去る。ロウルズは市議の妹の事件についての進捗をヘイスティングスに報告し、ヘイスティングスはバラードに結果を出すよう圧力をかける。バラードとパーカーは、あるバンの所有者を追跡する一方で、ラフォンは自宅でドリスコルが姿を消す前の行動を追跡していた。バラードとパーカーがバンの所有者と面会すると、彼女は元夫が家を出たときにそのバンを持ち去ったこと、そして彼らの間に娘がいることを語る。バラードはその娘からDNAサンプルを取ることを決断する。調査の結果、元夫が逃げた相手の女性は長らく行方不明として届け出られており、元夫自身もその後姿を消していることが判明する。ラフォンはドリスコルに関する情報をバラードに更新し、いくつかの接触先の手がかりを伝える。パーカーは娘からDNAサンプルを採取する。ドリスコルの知人への尋問で、バラードとラフォンは、イバラがDEA（麻薬取締局）の案件で情報提供者だったこと、そしてドリスコルがイバラの殺害を「メキシコへ逃げた」として隠蔽していたことを突き止める。事件について協議する中で、バラードはイバラが殺害された日のドリスコルの行動を追跡することを決意する。バラードはパーカーを夕食に誘い、オリバスからの性的暴行について語ることで心を通わせる。それを聞いたパーカーも、オリバスによる類似の経験を思い出す。ラフォンは、ドリスコルには一見アリバイがあるようだと伝える。一方、ロウルズとハッタラスは、例のバンが最後に解体されたスクラップ場を調査する。バラードはドリスコルのアリバイが虚偽であることを突き止め、ロウルズとハッタラスは、バンがスクラップされる前に保管されていた倉庫施設を特定する。マルティナは自分の恋人の警官にオフィスを見せ、イバラの事件の進展を明かす。パーカーは自宅で精神的に崩れ、感情が爆発する。例の警官はドリスコルに接触し、彼に対する捜査が進展していないと報告するが、ドリスコルはそれを信じず、マルティナへの脅迫を始める。ロウルズとハッタラスは、バンが今も元夫の名義であることを確認し、彼の貸し倉庫に対する捜索令状を取得する。チームがそのユニットを開けると、中には小さな物品を納めた複数の靴箱が保管されており、それらはまるで「戦利品」のように整理されていた。その中には、ローラ・ウィルソンのものと一致する品も含まれていた。 |                                        |                          |                                               |              |
| 6 | "偽りの仮面" "Beneath the Surface"     | ネフェルティテ・ングヴゥ | リズ・シャオ・ラン・アルパー                  | 2025年7月9日 |
| バラードによる連続殺人事件の捜査は、緊迫した局面を迎える。事件が殺人課に移管されるまでの72時間以内に、被害者間の関連性を見つけ出すため、チームは奔走する。 |                                        |                          |                                               |              |
| 7 | "人生の岐路" "Fork in the Road"        | ジョン・ウエルタス       | ジョン・コヴニー                              | 2025年7月9日 |
| ボッシュがLAPDの汚職事件に関する衝撃的な手がかりをもたらす。バラードたちは、地元ギャングと関係する10代の若者の不可解な殺人事件の捜査に乗り出す。 |                                        |                          |                                               |              |
| 8 | "新しい仮説" "Last Call"               | サラ・ボイド             | ギャリーサ・マーフ & ターニャ・セント・ジョン | 2025年7月9日 |
| イバラ事件は、マルティナの身近な人物がLAPDの汚職ネットワークの一員であると判明し、個人的な問題へと発展する。チームは残る汚職警官たちの身元を時間切れになる前に特定しようと急ぐ。 |                                        |                          |                                               |              |
| 9 | "生き延びた女" "Collateral"            | ローガン・キブンス       | ラルフ・ギフォード                            | 2025年7月9日 |
| 新たな手がかりが、連続殺人犯がずっと身近に存在していたという衝撃的な真実へとつながる。 |                                        |                          |                                               |              |
| 10 | "終わりなき事件" "End of the Line"     | サラ・ボイド             | マイケル・アライモ & ケンドール・ハーウッド   | 2025年7月9日 |
| ロールズを撃った犯人を追う大規模な市内捜索が開始される中、バラードはLAPDの陰謀事件について予想外の進展を知らされる。 |                                        |                          |                                               |              |

## 製作

### 企画
『バラード』は、2023年にボッシュ・テレビ・シリーズの次の展開として正式に発表された。マイクル・コナリーがマイケル・アライモおよびケンドール・ハーウッドとともに共同企画および製作総指揮をつとめている。シリーズは『レイトショー』（2017年）、『ダーク・アワーズ』（2021年）、『正義の弧』（2022年）などのコナリーの小説にインスパイアされている。
『バラード』の製作総指揮はマイクル・コナリー、ヘンリック・バスティン、マイケル・アライモ、ケンドール・ハーウッド、トリッシュ・ホフマン、ジェット・ウィルキンソン、メリッサ・アオアーテが担当した。ジェイミー・ラスがフェイブル・エンターテイメントを通じて共同製作総指揮についており、ジェイミー・ボスカーディン・マーティンとトレイ・バチェラーも共同製作総指揮をつとめている。さらに、テレサ・スナイダーはヒエロニムス・ピクチャーズの共同製作総指揮者をつとめている。シャーウッドとアライモがショーランナーを勤めた。

### 撮影
第1シーズンの主撮影は2024年7月に始まり、同年11月に完了した。撮影は、ボッシュ・シリーズとの映像上の連続性を保つためにロサンゼルスで行われた。

## 公開
全10話からなるシリーズはAmazon Prime Videoで2025年7月9日に公開された。

## 評価
レビュー収集サイトのRotten Tomatoesは10件の批評家のレビューに基づいて100%の肯定的評価を報告した。加重平均を使用するMetacriticは、5人の批評家に基づいて100点中の82点を与え、「普遍的な称賛」を示した。